# Wola Mystkowska (gromada)
Wola Mystkowska – dawna gromada, czyli najmniejsza jednostka podziału terytorialnego Polskiej Rzeczypospolitej Ludowej w latach 1954–1972.
Gromady, z gromadzkimi radami narodowymi (GRN) jako organami władzy najniższego stopnia na wsi, funkcjonowały od reformy reorganizującej administrację wiejską przeprowadzonej jesienią 1954 do momentu ich zniesienia z dniem 1 stycznia 1973, tym samym wypierając organizację gminną w latach 1954–1972.
Gromadę Wola Mystkowska z siedzibą GRN w Woli Mystkowskiej utworzono – jako jedną z 8759 gromad na obszarze Polski – w powiecie pułtuskim w woj. warszawskim, na mocy uchwały nr VI/10/17/54 WRN w Warszawie z dnia 5 października 1954. W skład jednostki weszły obszary dotychczasowych gromad Kozłowo Nowe, Kozłowo, Ostrowy, Skorki(), Wola Mystkowska, Wypychy i Wypychy Nowe ze zniesionej gminy Somianka oraz obszary dotychczasowych gromad Mystkówiec Stary i Wielątki Rosochate ze zniesionej gminy Wyszków w tymże powiecie. Dla gromady ustalono 21 członków gromadzkiej rady narodowej.
1 stycznia 1956 gromada weszła w skład nowo utworzonego powiatu wyszkowskiego w tymże województwie.
31 grudnia 1961 do gromady Wola Mystkowska włączono wsie Nowe Wielątki i Wielątki-Folwark ze zniesionej gromady Wielątki Nowe w tymże powiecie.
Gromada przetrwała do końca 1972 roku, czyli do kolejnej reformy gminnej.